# Хрисотриклиний

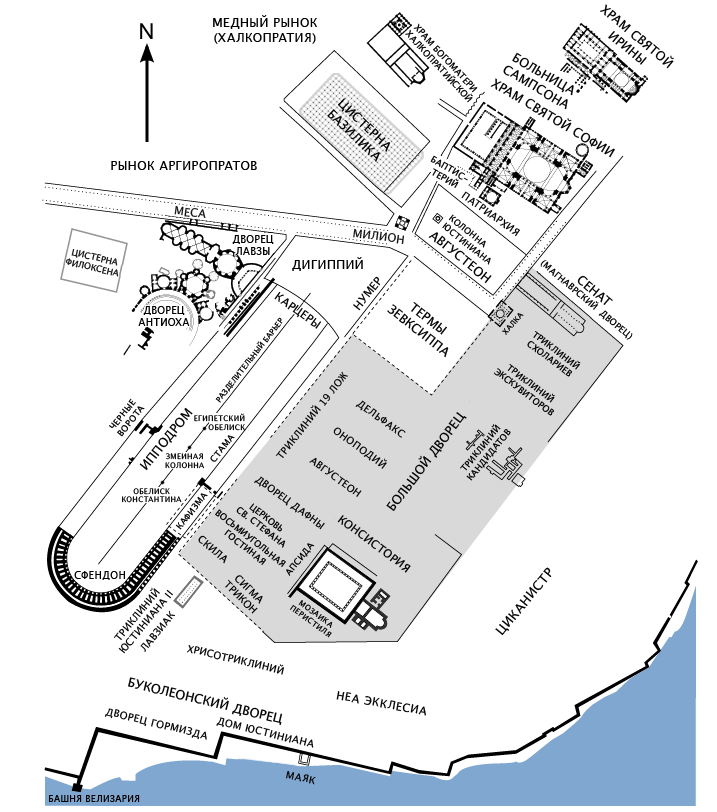
Карта центра Константинополя. Расположение строений Большого дворца показано согласно письменным источникам. Сохранившиеся постройки выделены чёрным.

Хрисотриклиний (от др.-греч. Χρυσοτρίκλινος, «золотая палата») — одна из частей константинопольского Большого дворца, в которой византийские императоры проводили ежедневные приёмы чиновников, послов и знатных иностранцев, производилось производство в чины, устраивались торжественные обеды. Это помещение имело огромное значение в византийском придворном церемониале — большинство церемоний здесь начинались или заканчивались.
Современными исследователями Хрисотриклиний помещается в районе Нижней террасы дворцовых сооружений. Основной источник сведений — составленный в X веке императором Константином Багрянородным (913—959) трактат «О церемониях».. Хрисотриклиний был построен при императоре Юстине II (565—578), дополнительно украшен при его преемнике Тиберии II (578—582), и к X веку стал центром дворцового комплекса. Это был купольный тронный зал восьмиугольной формы. Распространённым является сравнение этого помещения с равеннской базиликой Сан-Витале и константинопольским собором Святых Сергия и Вакха.
Значение Хрисотриклиния определялось из его положения в системе помещений Большого дворца. Золотая палата непосредственно примыкала к жилым покоям императоров (др.-греч. Κοιτών), тогда как другие тронные залы отстояли от них довольно далеко или даже находились в других зданиях.

## Строительство
Постройку Хрисотриклиния обычно приписывают императорам Юстину II и Тиберию II, следуя мнению французского историка XVII века Шарля Дюканжа (Constantinopolis christiana, 1680). Соглашаясь с этим мнением, французский археолог XIX века Шарль Лабарт полагал, что Юстин II взял за образец построенную при Юстиниане I (527—565) Церковь Святых Сергия и Вакха, так же имеющую в своей основе залу, ограниченную восемью арками, ведшими в помещения разного размера (др.-греч. καμάράι, «кама́ры»). Как и в храме, над ними возвышался купол, пробитый 16 полукруглыми аркообразными окнами. Расположение арок и назначение восточной и западной из них также напоминало храм. Вероятно, восточная арка была наибольшей и оканчивалась большой нишей или конхой. В этой нише на возвышении находился царский трон, подобно тому как в храме на этом месте ставился престол. Такая организация помещения, вероятно, восходит к древнеримским базиликам. Возможно также, что Хрисотриклиний появился в результате проведённой при Юстине II реконструкции дворца Гормизды.

## Описание
Форма Хрисотриклия не известна, как и формы его восьми частей. Тем не менее, общеупотребительным является обозначение формы Хрисотриклиния как восьмиугольной. Восьмиугольность является распространённым мотивом позднеантичного дворца, обнаруживаясь в константинопольском дворце Дафны, Латеранском баптистерии в Риме, Гамзиграде в Сербии. О том, что Хрисотриклиний состоит из восьми аркообразных элементов известно из главы II.15 трактата «О церемониях». При этом для восточного помещения употребляется термин «конха», а для остальных семи — «камара».
Сведения о частях Хрисотриклиния известны в связи с упоминаниями в различных обрядах и церемониях. Наибольшее значение имела восточная конха, в которой находился императорский трон, использовавшийся для менее значимых аудиенций, чем знаменитый Трон Соломона в Магнаврском дворце. Помимо него там стояло несколько более простых и менее роскошных переносных кресел, на которые цари садились в случае обычных приёмов; в зависимости от важности мероприятия выбиралось кресло и одежды императора. Так, для ежедневных приёмов царь садился в золочёное кресло с правой стороны трона, а для воскресных приёмов и встреч с послами и иностранцами в кресло с левой стороны, покрытое пурпурным покровом. Некоторые из этих кресел использовались во время обедов соправителями императора или кесарями. Из указания источника, что по сторонам от трона во время торжественных обрядов становились ближайшие к царю сановники из евнухов и царская гвардия, можно сделать вывод, что восточная конха была достаточно обширна. Там же находилась икона Спасителя, перед которой императоры обычно молились ежедневно при выходе из внутренних покоев и при возвращении обратно. О том, какова была эта икона существуют разные мнения. По предположению Лабарта это было мозаичное изображение сидящего на троне Христа, тогда как Иоганн Рейске полагал, что в восточной конхе находилась золотая сидячая статуя Христа, подобная статуе Зевса в Олимпии.
Из Хрисотриклиния вело несколько отделанных серебром дверей. Из восточной камары можно было попасть в Илиак (др.-греч. τό ήλιακόν) — двор или открытую площадку. Вероятно, центральные двери предназначались для прохода исключительно императора. Согласно Лабарту, существовали так же внутренние двери, отделявшие проход к внешним восточным дверям от залы Хрисотриклиния. Это мнение опровергает русский историк византийских императорских обрядов Д. Ф. Беляев, доказывая неправильное понимание значения понятия «илиак» французским исследователем. Напротив восточной конхи находилась западная камара, также с серебряными дверями, ведшими в портик Хрисотриклия, называвшегося Трипетоном или Орологием, так как в нём стояли дворцовые часы. Через эти двери при необходимости проходили дворцовые чины, вводились новокрещённые дети в среду пасхальной недели, а в пасхальный четверг тут проходил патриарх во главе высшего духовенства. В ряде обрядов упоминается раздвижная завеса западной двери, через которую проходил при посвящении в должность доместик схол, а в Вербное воскресенье приносил Символы веры греч. πίστεως σύμβολα орфанотроф. Упоминается также подъёмная завеса, начиная от которой папия трижды проходил до императора с кадилом. О сооружении серебряных дверей Хрисотриклиния в царствование императора Константина Багрянородного сообщает Продолжатель Феофана:
Прекраснолюбивый царь построил серебряные ворота Хрисотриклиния, его рвение соорудило также серебряный стол для приема гостей и украшения столовой (красу ему придавали многоцветные материалы, плиты и природный цвет), и доставлял стол званым гостям больше радости, чем сладость пищи.
Положение остальных камар известно с ещё меньшей степенью уверенности. О находившейся направо от западных дверей известно только то, что в ней патриарх в четверг пасхальной недели перед обедом снимал свой омофор, а после обеда надевал его обратно. В следующей направо камаре служила столовой для небольших обедов, и именно в ней Константин Багрянородный установил упомянутый выше серебряный стол; во время больших торжественных обедов царь сидел в зале под куполом. В юго-восточном углу Хрисотриклиния находилась камара, назначение которой не известно. По Лабарту это была камара святого Феодора, однако другие исследователи считали это мнение ошибочным. За камарой св. Феодора находился др.-греч. εύκτήριον, домовой храм св. Феодора, служивший царской ризницей и хранилищем императорских регалий. Тут император переодевался в хламиду и венец при необходимости выхода в какой-либо из дворцовых храмов. Греческий археолог Александр Паспати размещал этот храм в северо-восточном углу Хрисотриклиния и с ним в этом был согласен Д. Ф. Беляев. Близ камары св. Феодора находился Филак, или царское казнохранилище, через которое проходили из Пантеона к двери, ведущей в илиак Хрисотриклиния. Через Филиак можно было пройти и в галерею 40 мучеников. За Филиаком на северной стороне, напротив камары, ведшей в китон царя, находилась камара Пантеона. Западнее была камара, в которой находилась скамья, на которую папия после открытия дворца клал ключи. Возможно, за этой камарой находился Диэтарикий —помещение для диатариев (подчинённых папии, заведовавших отдельными покоями).
Главная зала Хрисотриклиния и его камары освещались маслом, горевшим в поликандилах. Освещением занимался специальный персонал, находившийся в ведении великого папии.